# Ordine civile di Alfonso X il Saggio
L'Ordine Civile di Alfonso X il Saggio è un ordine cavalleresco spagnolo, nato per premiare le persone fisiche e giuridiche e gli enti sia spagnoli che stranieri, che si sono distinti per i meriti conseguiti nei campi della formazione, della scienza, della cultura, dell'insegnamento e dell'indagine o che hanno reso un servizio eccezionale alla Spagna.

## Storia
L'Ordine era stato fondato, in origine, come "Ordine civile di Alfonso XII", dal figlio di questi, il re Alfonso XIII di Spagna, il 23 maggio 1902. Il 2 settembre 1988 l'ordine originario fu assorbito dal neo-costituito "Ordine Civile di Alfonso X il Saggio", ispirato ai nuovi principi democratici della Costituzione spagnola del 1978.
Cancelliere dell'ordine è il Ministro dell'Educazione, della Cultura e dello Sport.

## Classi
L'Ordine è suddiviso nelle seguenti classi:
A persone fisiche:
- Collare
- Gran Croce
- Commendatore con Placca
- Commendatore
- Croce
- Medaglia

A persone giuridiche:
- Insegna
- Distintivo d'Onore

Le classi di Collare, Gran Croce, Commendatore di numero e Insegna hanno un numero massimo di insigniti che non può superare, rispettivamente, il numero di 6, 500, 700 e 350.

## Criteri di assegnazione
L'assegnazione dell'Ordine Civile di Alfonso X il Saggio si svolge:
- Su iniziativa o decisione del ministro dell'Istruzione e della Scienza.
- Su proposta degli organismi del governo spagnolo, enti, istituti scolastici e delle autorità o individui.

Per le proposte di adesione all'Ordine Civile di Alfonso X il Saggio ci si riferisce alla Cancelleria dello stesso e deve contenere i seguenti elementi:
- Circostanze personali e la causa di proposta,
- Curriculum vitae che deve necessariamente contenere molti dati relativi all'attività in questione.
- Firma del proponente.

La concessione del Collare, Gran Croce e dell'Insegna avviene con regio decreto, su proposta del Ministro dell'Istruzione e della Scienza. Le altre categorie sono concesso con un'ordinanza del Ministro dell'Istruzione e della Scienza.

## Insegne
- Il nastro è completamente rosso.

Medaglia
Croce
Commendatore
Gran Croce e Commendatore con Placca
Collare

## Insigniti illustri
- Alexander Fleming
- Andrés Segovia
- Dario Franceschini (24 giugno 2016)
- Álvaro Mutis
- Arthur Rubinstein
- Frederic Marès
- Cayetana Fitz-James Stuart (14 dicembre 2001)
- Jorge Luis Borges
- Montserrat Caballé
- Adolfo Suárez González
- Margherita di Borbone-Spagna (25 aprile 2003)
- Andrés de Segurola